# Leopold Oser

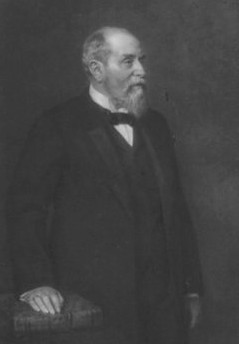
Leopold Oser, porträtiert von Leopold Horovitz

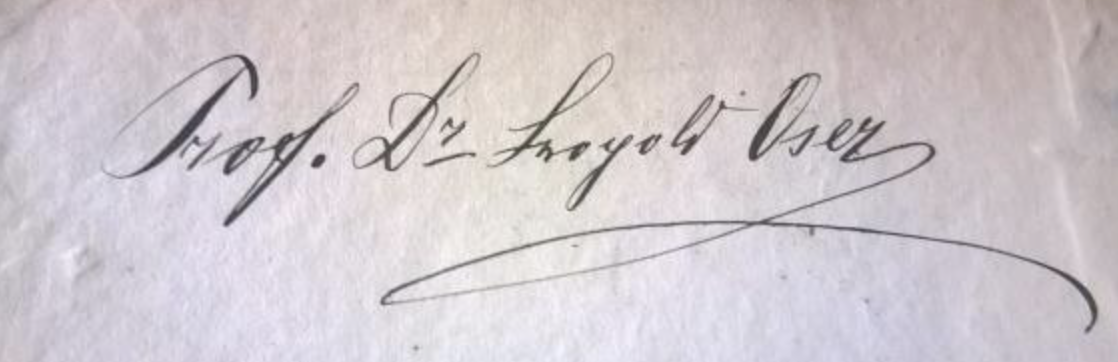
Unterschrift Leopold Osers

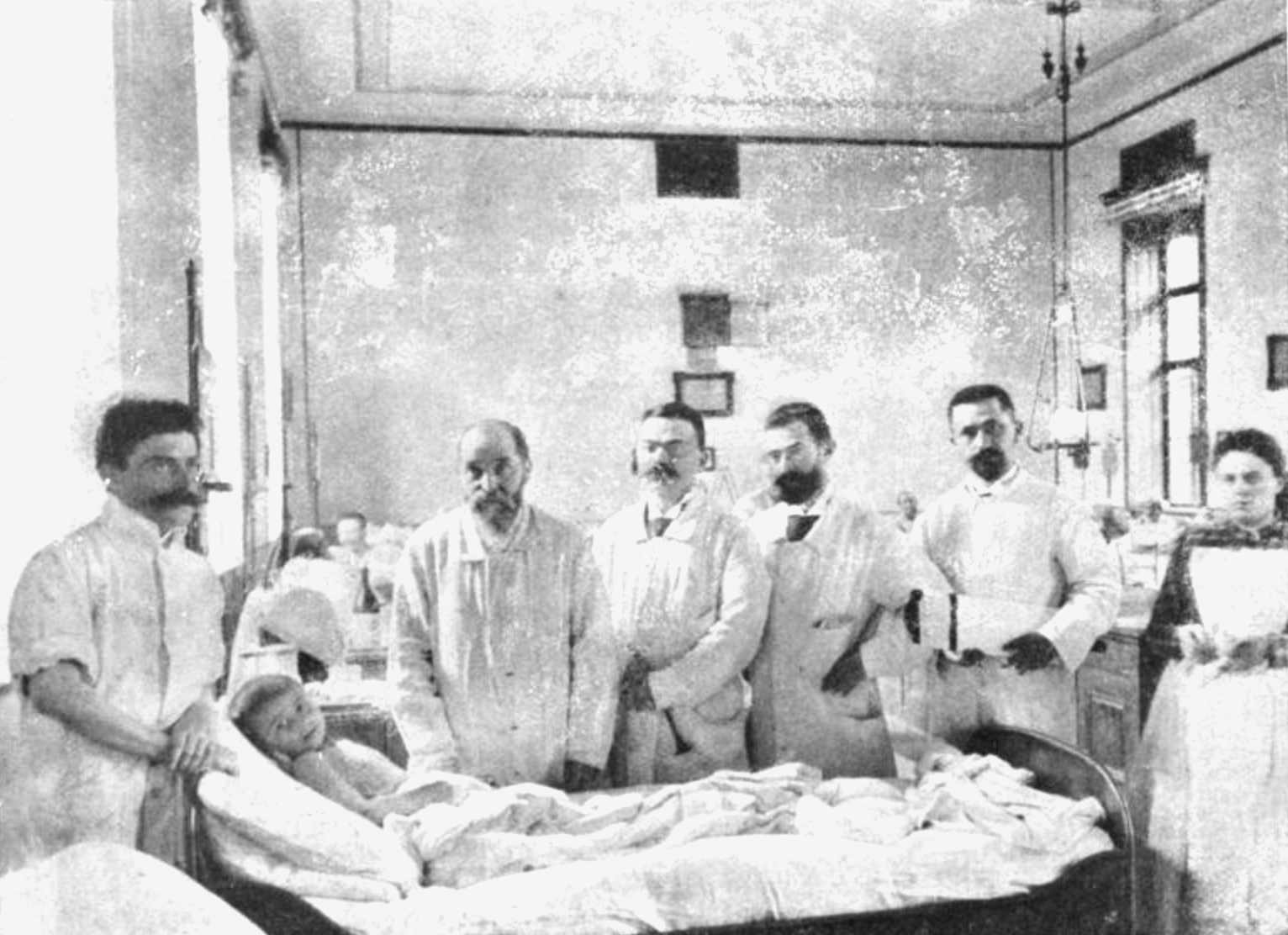
Leopold Oser (2. v. li) bei einer Krankenvisite, 1906

Leopold (Löb) Oser (geboren 27. Juli 1839 in Nikolsburg, Mähren, Kaisertum Österreich; gestorben 22. August 1910 in Gainfarn bei Wien, Österreich-Ungarn) war ein österreichischer Mediziner. Er war Ordinarius an der Universität Wien und setzte – neben dem Berliner Carl Anton Ewald – als erster Arzt bei Gastroskopien einen „weichen Magenschlauch“ anstelle eines starren Rohrs ein.

## Biographie
Leopold Oser wurde als Sohn des Textilhändlers Hermann Hirsch Oser und Amalia Maly Milka, geborene Pisk, geboren. Von 1856 bis 1861 studierte Leopold Oser Medizin an der Universität Wien; 1862 promovierte er zum Doktor der Medizin und Chirurgie und erhielt den Mag. obstet. (Magister obstetricis – Geburtshelfer). Er arbeitete dann im Institut für experimentelle Pathologie unter Salomon Stricker. Er war Schüler von Josef von Škoda und Johann von Oppolzer, den Begründern einer ganzheitlichen Diagnose und Therapie in der Zweiten Wiener Medizinischen Schule. Leopold Oser war mit Amélie (Chaja), geborene Hirsch (1852–1933), verheiratet, Tochter des Wiener Kunsthändlers Leopold Hirsch (gestorben 1889) und Katharina Hirsch. Er hatte fünf Schwestern, Julie, Josefine, Karoline, Therese und Regine, und vier Brüder, Adolf, Sigmund, Ludwig und Bernhard. In verschiedenen Zeitungsartikeln wurde berichtet, dass die Eheleute in Wien ein reges gesellschaftliches Leben führten. Laut Todesanzeige von Oser hatten sie keine Kinder.
1909 wurde Leopold Osers 70. Geburtstag feierlich im Rothschild-Spital in der Anwesenheit von Statthalter Erich von Kielmansegg und des Stifters Albert Rothschild begangen. Er erhielt eine Kronenrente in Höhe von 20.000 Kronen, die er der Israelitischen Kultusgemeinde Wien zur Unterstützung junger Ärzte stiftete. Im Jahr darauf starb er. Auf seinem Grabstein auf dem Wiener Zentralfriedhof wurden seine letzten Worte verewigt: „Vergiss an meine armen Kranken nicht!“ Ein für jüdische Grabsteine typischer Segenswunsch in hebräischer Sprache (ת' נ' צ' ב' ה', abgekürzt für „Seine Seele sei eingebunden in das Bündel des Lebens!“, vgl. 1 Sam 25,29 ) schließt die Inschrift ab. Das Illustrierte Österreichische Journal schrieb aus Anlass seines Todes: „Sein urbanes ungekünsteltes Wesen und sein Bestreben, Schüler zu fördern und zu ermuntern, haben dem nun Verewigten die regsten Sympathien verschafft. Die Kranken, denen er in seiner Herzensgüte ein allezeit hilfsbereiter Tröster war, vergötterten ihn.“

## Wissenschaftliche Laufbahn

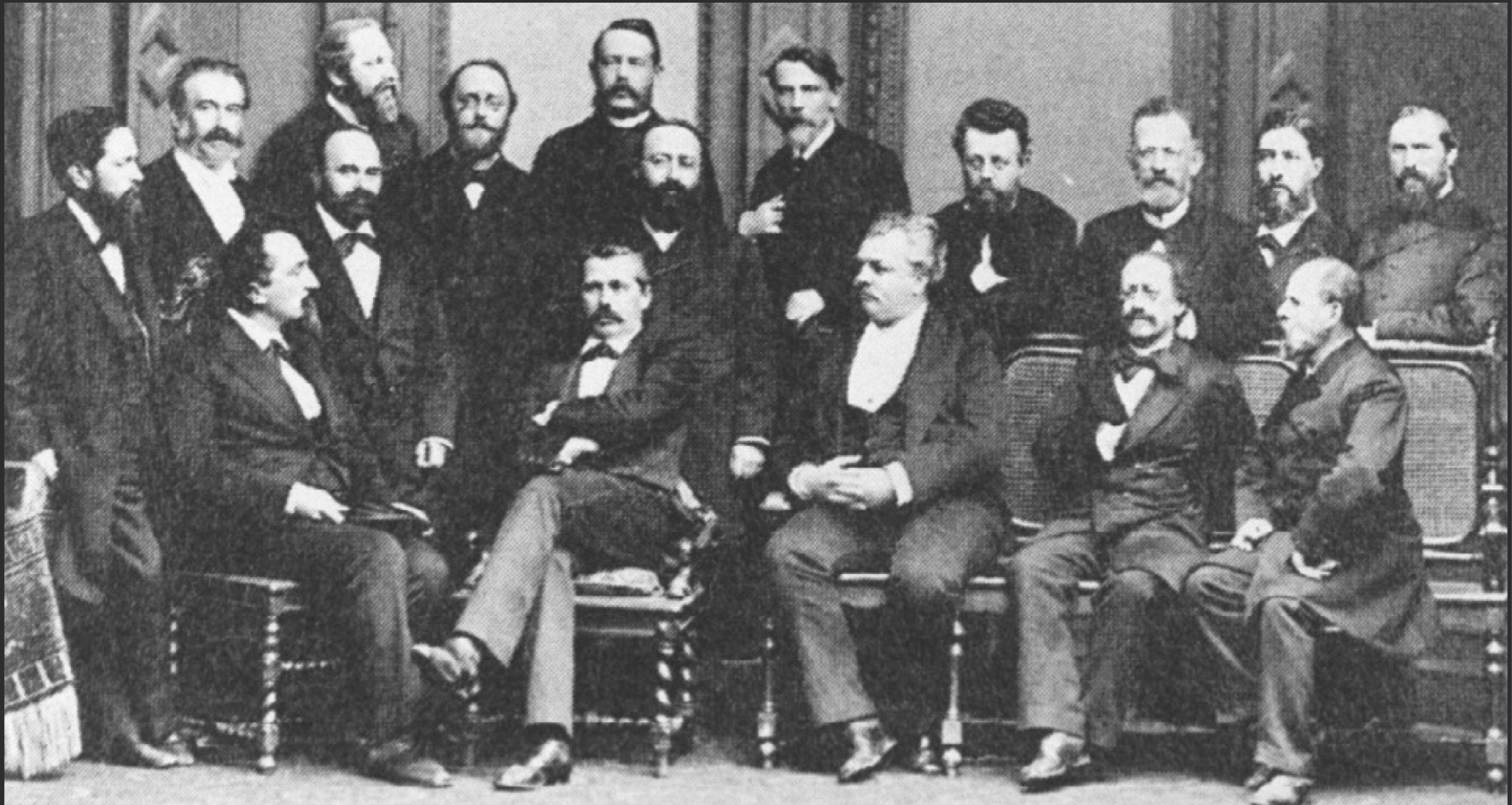
Die Abteilungsvorstände der Allgemeinen Poliklinik in Wien um 1885.
Von links, sitzend:
Alois Monti, Johann Schnitzler, Robert Ultzmann, Jakob Hock, Samuel Siegfried Karl von Basch;
von links stehend:
August Leopold von Reuss, Emil Stoffella, Wilhelm Winternitz, Leopold Oser, Anton von Frisch, Hans von Hebra, Ludwig Fürth, Moriz Benedikt, Viktor Urbantschitsch, Max Herz, Anton Wölfler, Ludwig Bandl

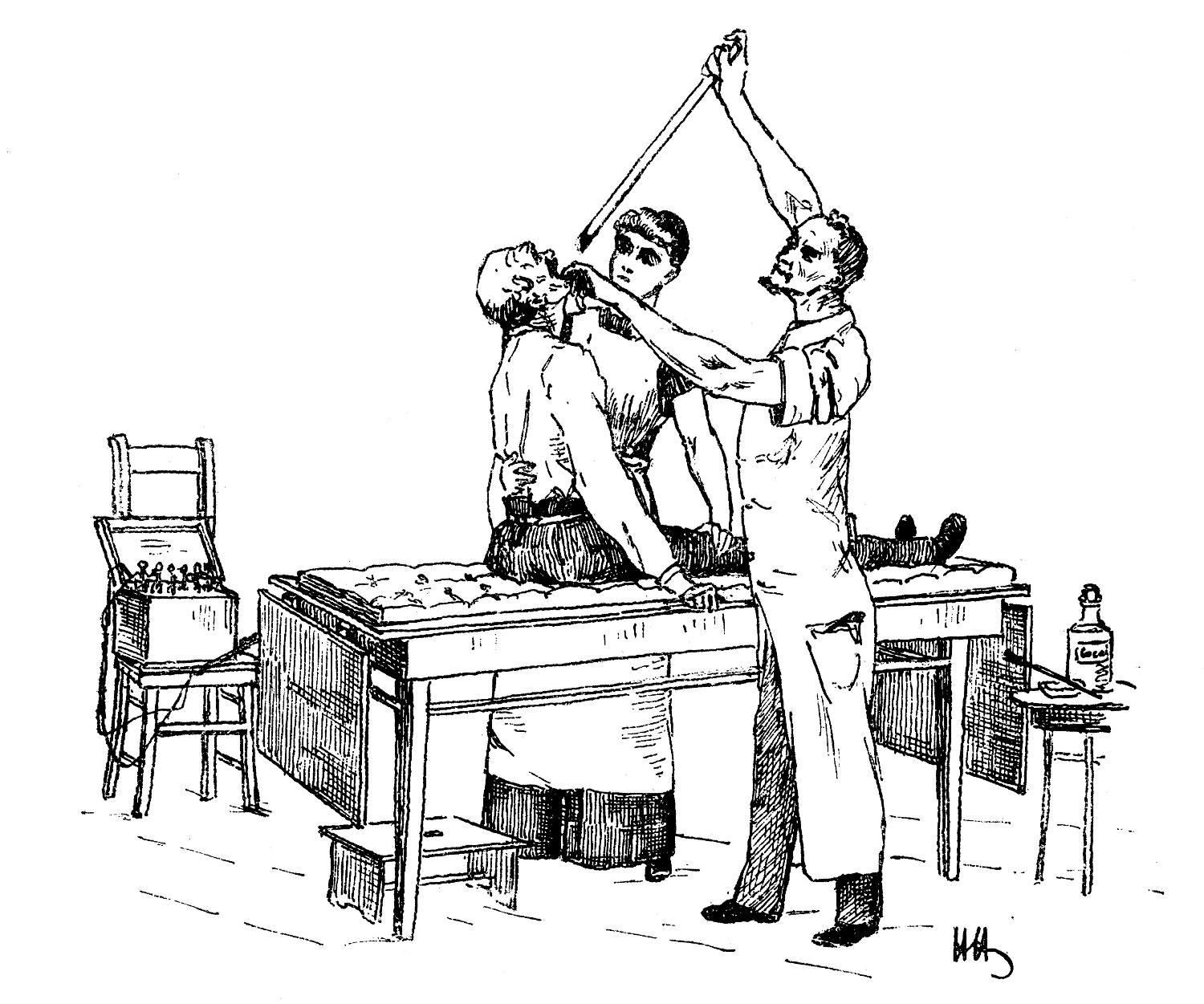
Gastroskopie/Oesophagoskopie mit einem starren Rohr 1896, trotz der Einführung des flexiblen Magenschlauchs durch Oser 1875; Ueber die Technik der Oesophagoskopie, Wiener klin. Wochenschrift (Nr. 6 und 7, 1896)

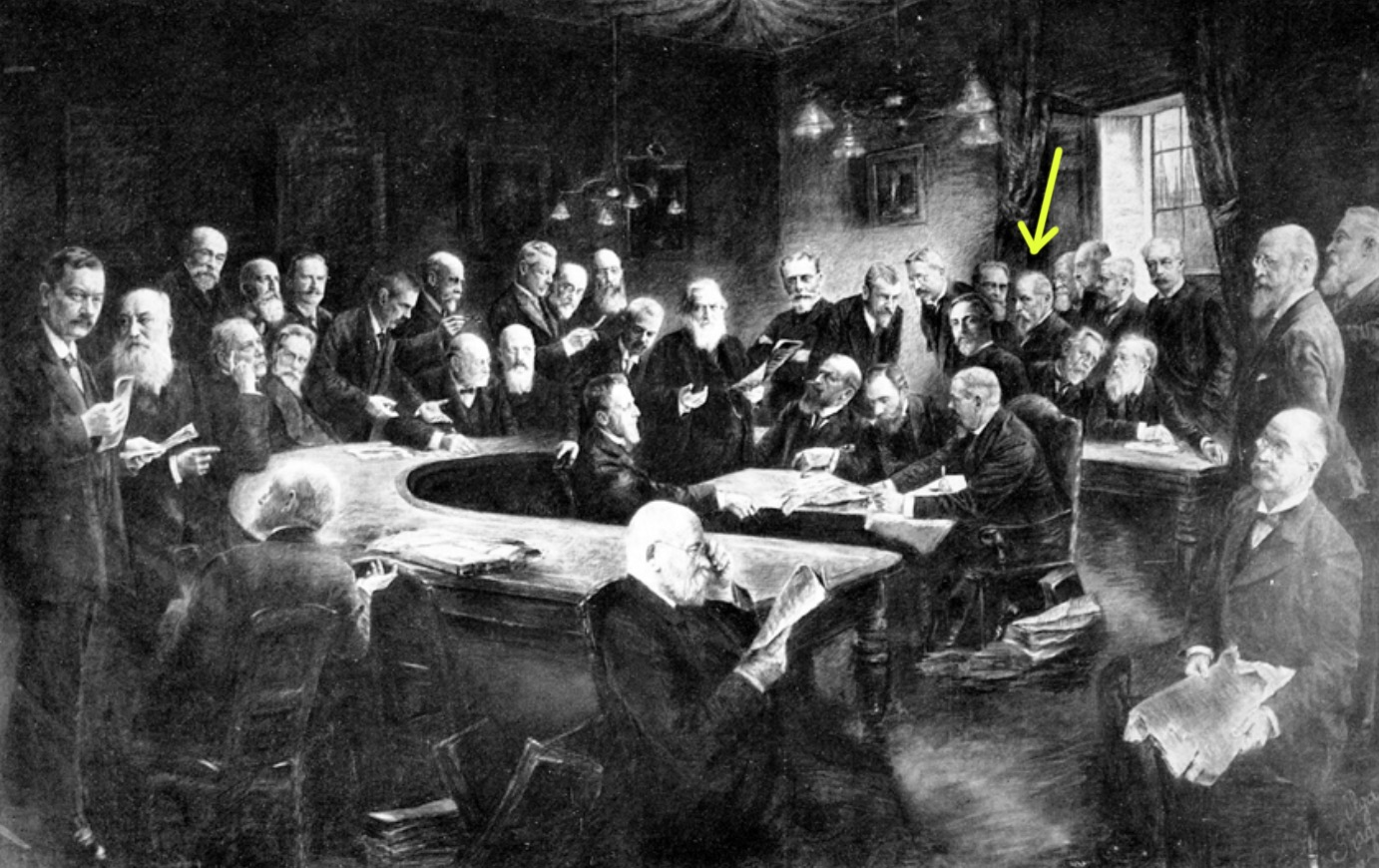
Leopold Oser markiert im Professorenkollegium der medizinischen Universität Wien, 1908–1910 im Dekanatszimmer der medizinischen Fakultät der Universität Wien. Edmund von Neusser, Siegmund Exner-Ewarten, Isidor Schnabel, Ferdinand Hochstetter, Alfons Edler von Rosthorn, Anton Weichselbaum, Leopold Schrötter von Kristelli, Heinrich Obersteiner, Julius Wagner-Jauregg, Viktor von Ebner-Rofenstein, Carl Toldt, Gustav Riehl, Ottokar von Chiari, Anton von Frisch, Ernst Fuchs, Anton Freiherr von Eiselberg, Hans Horst Meyer, Ernst Ludwig, Rudolf Chrobak, Theodor Escherich, Alexander Kolisko, Julius von Hochenegg, Arthur Schattenfroh, Carl von Noorden, Emil Zuckerkandl, Richard Paltauf, Gustav Gaertner, Leopold Oser, Josef Moeller, Alois Monti, Julius Mauthner, Viktor Urbantschitsch, August Leopold von Reuss, Adolf von Strümpell, Ernest Finger, Adolf Lorenz, Friedrich Schauta

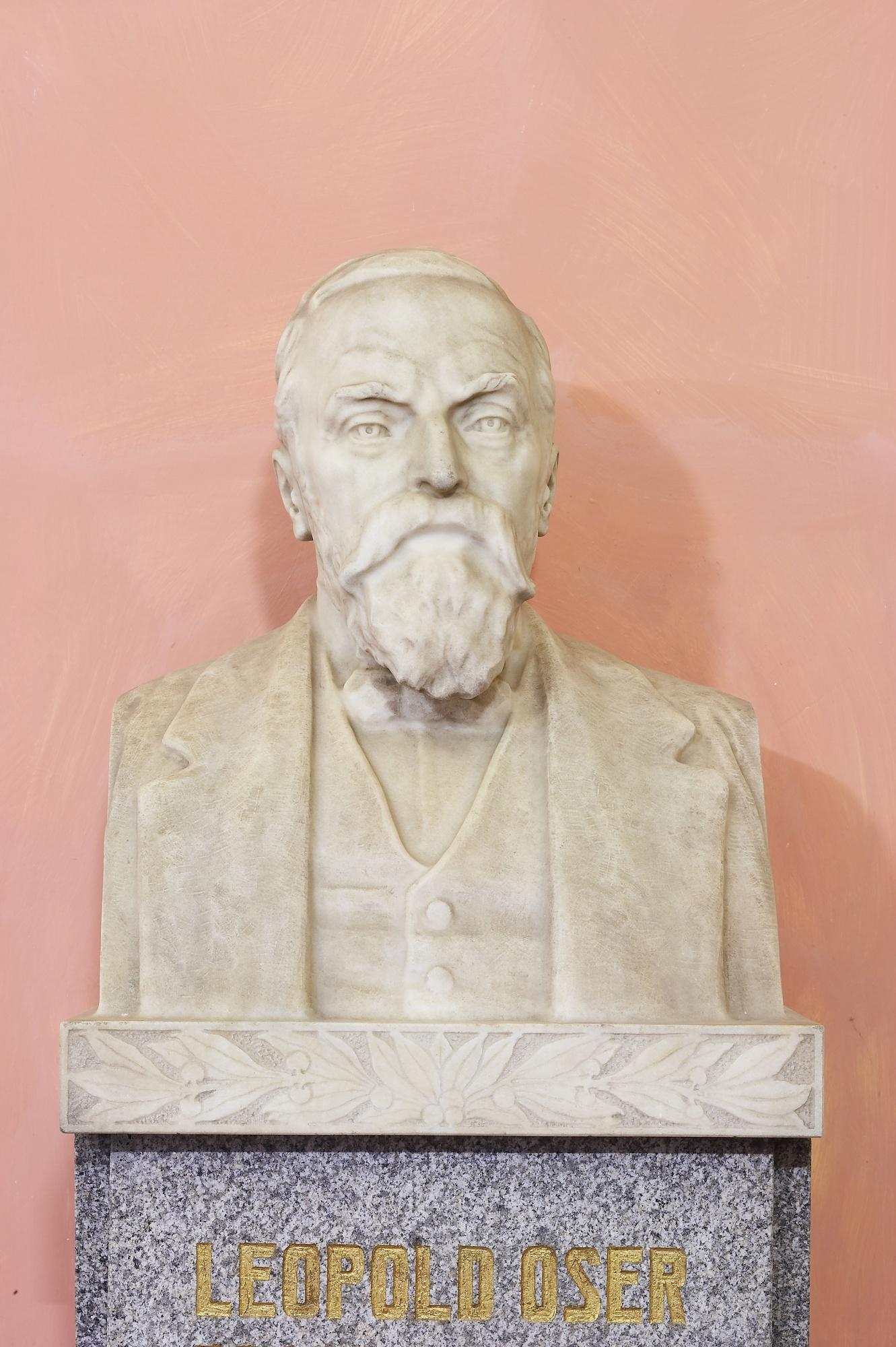
Büste von Leopold Oser im Arkadenhof der Universität Wien; Foto: Franz Pfluegl

Nach seiner Promotion war Oser fünf Jahre lang als Sekundararzt am Allgemeinen Krankenhaus der Stadt Wien tätig. Ab 1866 leitete er die dortige Choleraabteilung. Er war als Abteilungsvorstand an der Allgemeinen Poliklinik Wien tätig, deren Mitbegründer er 1872 neben elf anderen Ärzten war, darunter Heinrich Auspitz, Carl von Rokitansky, Johann Schnitzler, Robert Ultzmann und Wilhelm Winternitz. Sie war vor allem für die Ausbildung von Ärzten und die Versorgung ärmerer Patienten gedacht und wurde durch die Gründer und später auch aus Spenden finanziert. Das Neue an der Wiener Poliklinik war, dass man um die Abdeckung der gesamten Palette medizinischer Fächer bemüht war, während ausländische Polikliniken stets auf einzelne medizinische Sparten ausgerichtet waren. Sie war damit die erste ihrer Art in Europa.
1872 habilitierte sich Oser, und im gleichen Jahr wurde er zum Primararzt des neu eröffneten Spitals der israelitischen Kultusgemeinde ernannt, das er bis zu seinem Tod leitete. In Wien brach infolge der großen Anzahl der Besucher der Weltausstellung 1873 und der unzulänglichen Kanalisation die Cholera aus. So war es kein Zufall, dass Oser Bahnbrechendes auf dem Gebiet der Cholerabehandlung leistete. Im Jahre 1872 wurde zum Abteilungsvorstand der Allgemeinen Poliklinik berufen, und ab 1873 war er ordentliches Mitglied des Niederösterreichischen Landessanitätsrats, dessen Vorsitzender er ab 1905 war. Am 15. Oktober 1885 wurde er außerordentlicher Professor für Innere Medizin an der Medizinischen Universität Wien und erhielt 1902 den Ruf zum Lehrstuhlinhaber (o. Univ.-Prof.) mit dem Titel Ordinarius.
1896 wurde er Mitherausgeber der durch Ismar Boas neu gegründeten Zeitschrift Archiv für Verdauungskrankheiten mit Einschluß der Stoffwechselpathologie und Diätetik zusammen mit führenden Internisten internationaler Universitätskliniken, die sich zu jenem frühen Zeitpunkt mit Verdauungs- und Stoffwechselkrankheiten beschäftigt und dazu teilweise monografisch publiziert hatten. Bereits nach kurzer Zeit zählte sie zu den führenden und international anerkannten Publikationsorganen der Gastroenterologie und besteht noch heute unter dem Namen Digestion, International Journal of Gastroenterology fort.
1907 wurde Leopold Oser Mitglied des Kuratoriums der Nathaniel Freiherr von Rothschild’sche Stiftung für Nervenkranke. Oser zählte zur Wiener Medizinischen Schule und wurde mit dem Ehrentitel Hofrat ausgezeichnet.

### Oser’scher Magenschlauch
Oser spezialisierte sich auf die Behandlung von Erkrankungen des Magen-Darm-Trakts und galt als „einziger und bester Magenspezialist Österreichs“. Sein wesentlicher Beitrag in diesem Bereich war 1875 die Einführung eines flexiblen Magenschlauchs anstelle eines starren Rohrs, das der Gastroenterologe Adolf Kußmaul 1867 entwickelt hatte, bei einer Gastroskopie („Magenspiegelung“). (Kußmaul war die Idee bei der Beobachtung eines Schwertschluckers gekommen.) Dem ging die Entwicklung von Charles Goodyear voraus, der 1839 das Verfahren der Vulkanisation erfand und so in der Lage war, elastischen Gummi herzustellen. Dieser flexible Magenschlauch passte sich der menschlichen Anatomie besser an und war in der Lage, sowohl die Unannehmlichkeiten der Untersuchung zu mildern, als auch dem Arzt Analysen der Magenfunktion zu ermöglichen. Zudem wurde einer gefährlichen Perforation der Speiseröhre oder des Magens, die nicht selten bei der starren Gastroskopie vorkam und oft tödlich endete, vorgebeugt. Laut einem Nachruf wurde diese Leistung nicht entsprechend anerkannt und diese Innovation später anderen Medizinern zugesprochen beziehungsweise Oser gar nicht erwähnt. So hatte etwa zur gleichen Zeit der Berliner Arzt Carl Anton Ewald ebenfalls diese neue Methode bei der Sondierung des Magens eingeführt, eine Methode zur systematischen Untersuchung der Magensekretion und des Mageninhaltes. Erst 90 Jahre später, im Jahre 1957, fand das erste vollflexible Gastroskop Einzug in die Gastroskopie, einer Erfindung des Gastrologen Basil Isaac Hirschowitz und seines technischen Leiters L. Curtiss, unter Verwendung einer Fiberglasoptik.
Oser und der ungarisch-österreichische, aber in Wien als Privat-Dozent tätige Gynäkologe Wilhelm Schlesinger machten die Innervationen des Uterus zum Gegenstand ihrer Untersuchungen und wiesen 1872 ein Erregungszentrum in der Medulla oblongata nach, das sich am Übergang des Zentralnervensystems zum Rückenmark befindet. Ferner versuchten sie die Auslösung von Uterusbewegungen bei Kohlensäureüberladung des Blutes experimentell festzustellen.

## Ehrungen
- Oser war Kommentur des württembergischen Friedrichs-Ordens.[5]
- Durch Kaiser Franz Joseph I. wurde ihm das Goldene Verdienstkreuz mit der Krone verliehen.[5]
- Ehrenmitglied zahlreicher medizinischer und humanistischer Vereine.[5]
- Sein Ehrengrab befindet sich in der jüdischen Sektion des Wiener Zentralfriedhofs.
- Im Arkadenhof der Wiener Universität – der Ruhmeshalle der Universität – steht seit 1917 eine Büste Osers, geschaffen von Carl Wollek. Im Rahmen von „Säuberungen“ durch die Nationalsozialisten Anfang November 1938 wurden zehn Skulpturen jüdischer oder vermeintlich jüdischer Professoren im Arkadenhof im Zusammenhang der „Langemarck-Feier“ umgestürzt oder mit Farbe beschmiert. Bereits zu diesem Zeitpunkt hatte der kommissarische Rektor Fritz Knoll eine Überprüfung der Arkadenhof-Plastiken veranlasst; auf seine Weisung hin wurden fünfzehn Monumente entfernt und in ein Depot gelagert, darunter diejenige von Leopold Oser.[17] Nach Kriegsende wurden im Jahr 1947 alle beschädigten und entfernten Denkmäler wieder im Arkadenhof aufgestellt.
- Im Wiener 21. Bezirk wurde 1932 eine Gasse nach ihm benannt. 1938 wurde die Straße in Stammelgasse umbenannt, am 15. April 1947 erfolgte die Rückbenennung.[10]

## Publikationen (Auswahl)
- mit Albert Eulenburg: Encyclopädie der Gesammten Heilkunde.
- Die Erkrankungen der Pankreas im Handbuch der speziellen Pathologie und Therapie von Hermann Nothnagel 1898. Nachdruck 2013: Nabu-Verlag, ISBN 978-1-293-43655-4.
- mit Wilhelm Schlesinger: Experimentelle Studien über Uterusbewegungen. 1873.
- Über die mechanische Behandlung der Magenkrankheiten. 1875.
- Bericht über den Fleckentyphus. 1876.
- Über Darmsyphilis. 1875, 1880.
- Über Ursachen der Magenerweiterung. 1881.
- mit Johann von Mikulicz: Über Gastroskopie. 1881.
- Über krankhafte Empfindungen im Magen. 1884.
- Die Neurosen des Magens und ihre Behandlung. Urb. & Schw., Wien/Leipzig 1885; aus: Wien. Klinik. 4.333.
- Die Erkrankungen des Pankreas. In: Pathologie spezielle Therapie (engl.) (Band 18).
- Pathologie und Therapie der Cholera. 1887.
- Zur Pathologie der Darmstenosen. 1890.
- Beiträge zu Albert Eulenburgs Real-Encyclopädie der gesammten Heilkunde. Erste Auflage.
  - Band 8 (1881) (Digitalisat), S. 455–461: Magenblutung; S. 461–468: Magencatarrh, acuter; S. 476–486: Magenerweiterung; S. 487–495: Magengeschwür; S. 496–503: Magenkrebs; S. 503–506: Magenphlegmone; S. 506–512: Magenpumpe; S. 512–513: Magenzerreissung